# Ilsede

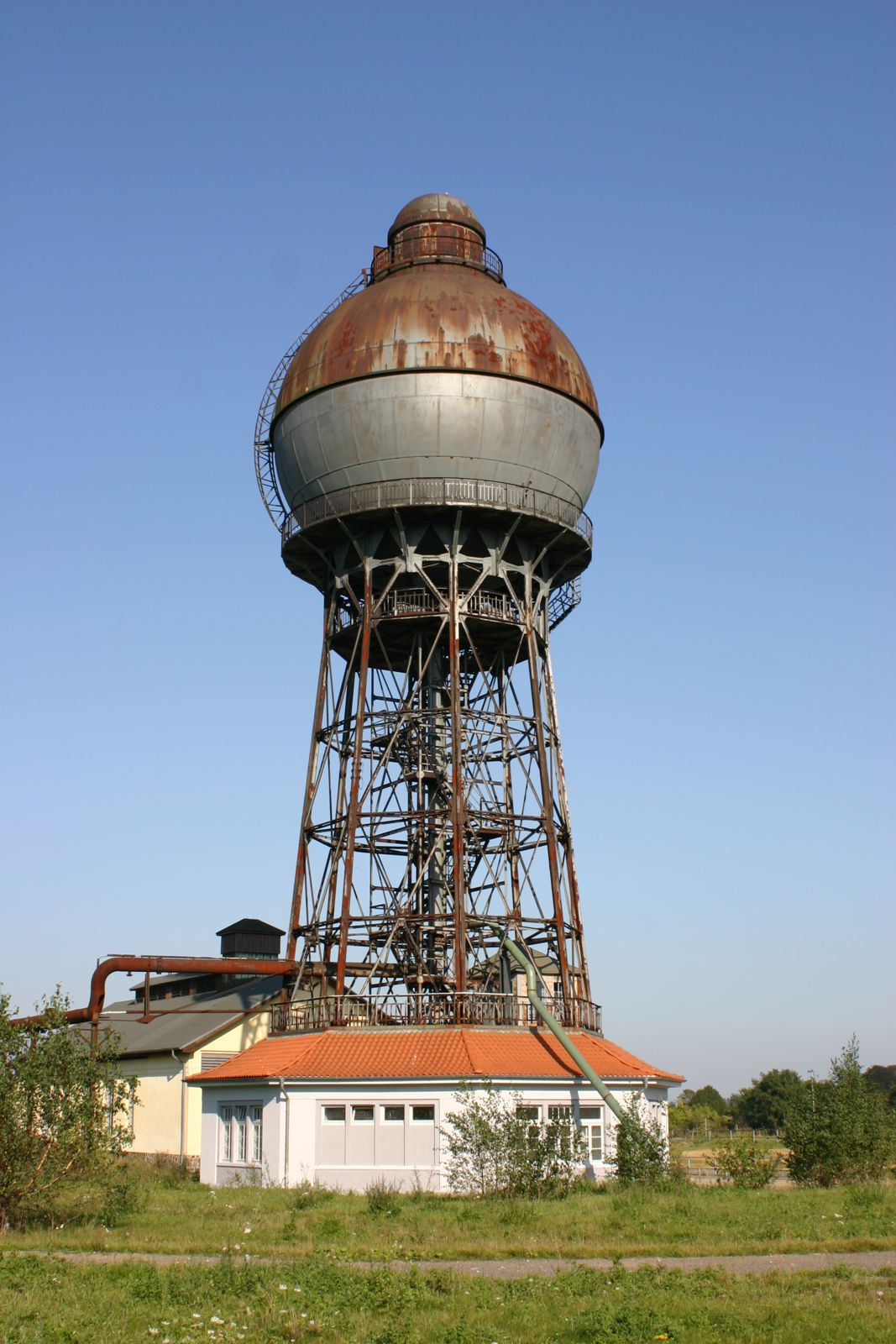
Wieża ciśnień

Ilsede – gmina samodzielna (niem. Einheitsgemeinde) w niemieckim kraju związkowym Dolna Saksonia, w powiecie Peine. 1 stycznia 2015 do gminy przyłączono pięć dzielnic gminy Lahstedt: Adenstedt, Gadenstedt, Groß Lafferde, Münstedt oraz Oberg, która została rozwiązana.

## Geografia
Ilsede położone jest nad rzeką Fuhse, na południe od miasta Peine.

## Dzielnice
W skład gminy wchodzą następujące dzielnice:
- Adenstedt
- Bülten
- Gadenstedt
- Groß Bülten
- Groß Ilsede
- Groß Lafferde
- Klein Ilsede
- Münstedt
- Oberg
- Ölsburg
- Solschen

## Współpraca
Miejscowości partnerskie:
- Asse, Belgia
- Luckau, Brandenburgia